# Островский, Михаил Семёнович
Михаи́л Семёнович Остро́вский (1892, Фастов — 30 июля 1952) — советский дипломат.

## Биография
Родился в семье учителя. Учился на юридическом факультете Петербургского психоневрологического института.
Член РКП(б) с 1919 года. В 1919—1922 годах в Красной армии, в 1922—1925 годах — заместитель комиссара Военной академии РККА.
С 1925 года на дипломатической работе:
- В 1925—1927 годах — уполномоченный Нефтесиндиката в Турции.
- В 1927—1929 годах — уполномоченный Нефтесиндиката в Германии.
- В 1930—1933 годах — уполномоченный Нефтесиндиката во Франции.
- В 1933—1934 годах — торгпред во Франции.
- С 3 ноября 1934 по 6 февраля 1938 года — полномочный представитель СССР в Румынии.

М. С. Островский стал первым представителем СССР в Румынии после восстановления дипломатических отношений. Был сторонником советско-румынского договора о взаимной помощи, который так и не удалось заключить из-за спорного вопроса о территориальной принадлежности Бессарабии.
В конце 1937 года, предвидя отзыв в СССР и вероятный арест, Островский попытался прощупать почву для того, чтобы стать невозвращенцем. Однако, получив предложение о сотрудничестве от польской разведки, отверг его и 4 февраля 1938 года уехал в Москву.

## Арест, заключение и гибель
Арестован в Москве в феврале 1938 года. Обвинён в шпионаже. 11 декабря 1938 года постановлением ОСО НКВД СССР получил 15 лет заключения с последующим поражением в правах на 5 лет. Срок отбывал в Норильлаге и Горлаге, где и умер 30 июля 1952 года. Реабилитирован в 1956 году.